# Heinrich Kunz (Unternehmer)

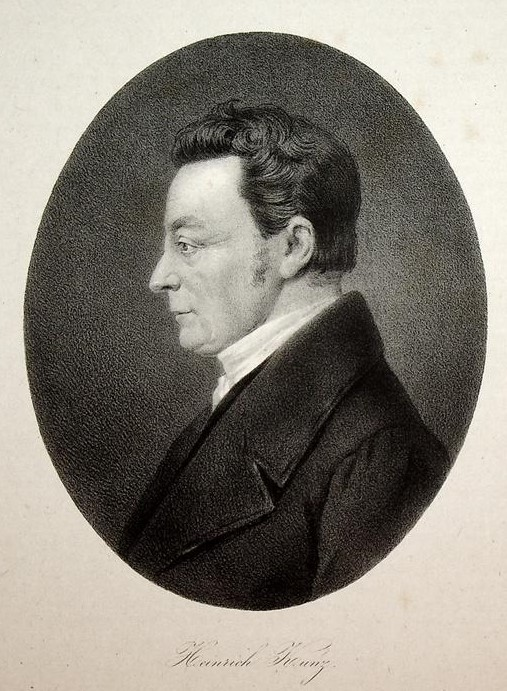
Heinrich Kunz

Heinrich Kunz (* 1. März 1793 in Oetwil am See; † 21. August 1859 in Uster) war ein Schweizer Unternehmer. Er prägte als einer der grössten Spinnereibesitzer in Europa die Industrialisierung im Zürcher Oberland massgeblich.

## Leben und Werk
Heinrich Kunz wurde als Sohn des Bauern Hans Heinrich und der Susanna Heusser geboren. Er besuchte die örtliche Primarschule und während dreier Jahre die «Erziehungsanstalt Fierz» in Männedorf. Sein Vater stellte als Nebenerwerb Baumwolltücher her.
Mit 16 Jahren begann er in einer Baumwollspinnerei in Gebweiler im Elsass eine Handelslehre. Die napoleonische Kontinentalsperre bewirkte, dass die eben erst auf das Festland umgezogene mechanische Spinnerei im Elsass florierte. Kunz informierte seine Eltern mit Berechnungen und Unterlagen über seine Lehrfirma und schlug ihnen vor, eine solche Spinnerei einzurichten, die zur Baumwollindustrie im Zürcher Oberland passen würde.
1811 kaufte der Vater bei Oetwil ein grösseres Haus, in dem er im Estrich ein paar Handspinnstühle aufstellen konnte. Die präzisen Maschinenbestandteilen liess man aus dem Elsass kommen und die übrigen wurden in Oetwil angefertigt.
Die schwierigen ökonomischen und zeitlichen Verhältnisse veranlassten den Sohn, nach Hause zurückzukehren, um dort die Leitung der neuen Spinnerei zu übernehmen und den Betrieb auszubauen. Von 1811 bis 1816 richtete er mit anderen Kaufleuten in Schaffhausen eine Spinnerei ein und mietete 1815 den oberen Boden in der Nebenmühle der Stegenmühle für eine dritte Fabrik bei Wetzikon, wo er den Aabach als Wasserkraftstandort entdeckte. In Oberuster liess er 1816 am Aabach aus eigenen Mitteln ein fünfstöckiges Fabrikgebäude mit angebautem Unternehmerwohnhaus bauen, was damals als sehr grosses Industriegebäude galt, und richtete dort seine erste grosse Spinnerei ein.

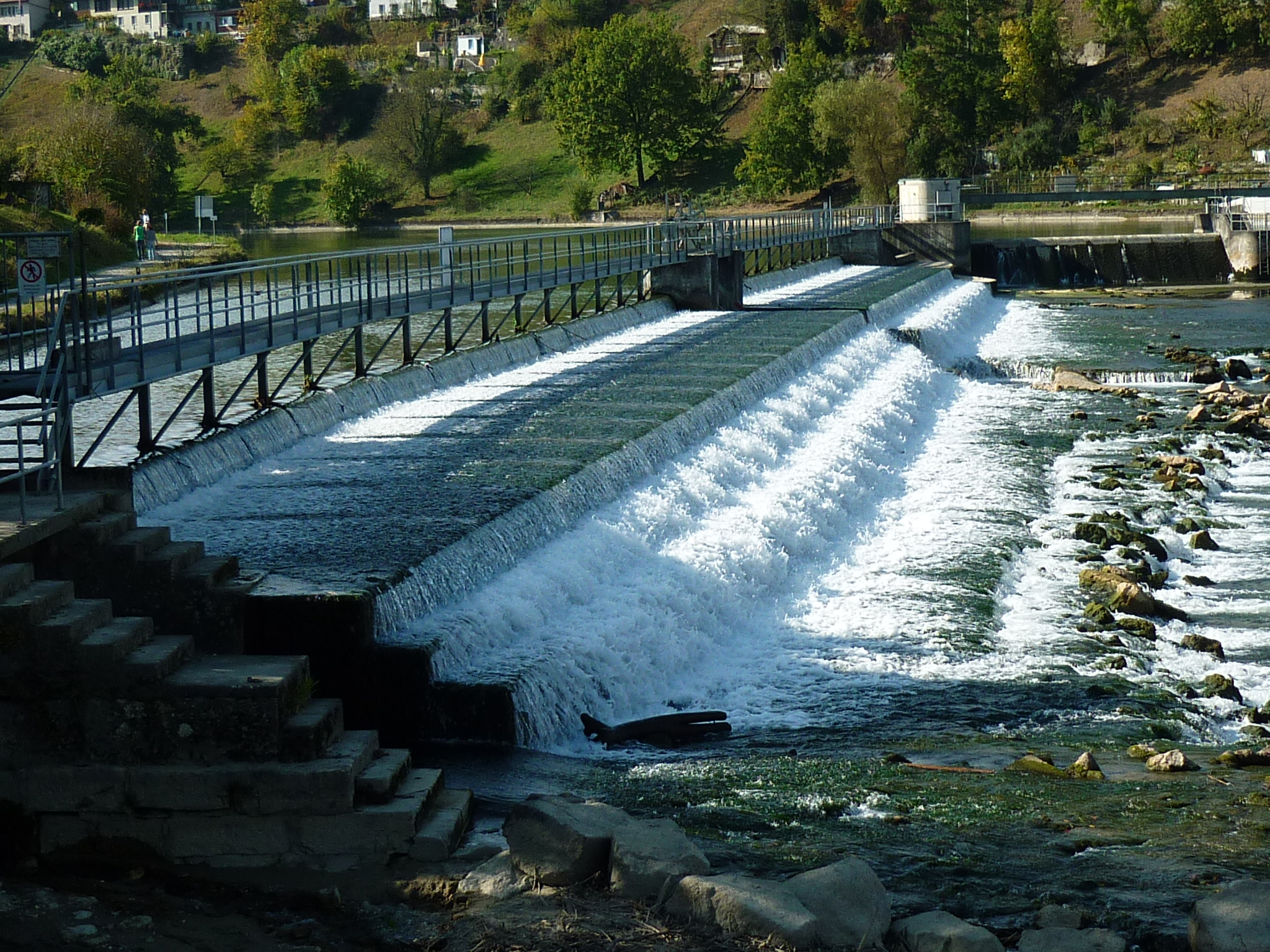
Doppelstreichwehr der Spinnerei Kunz in Windisch

Als er 1825 nach dem Tod des Vaters eine halbe Million Franken (250'000 Gulden) erbte, liess er 1826 eine Spinnerei in Niederuster und 1828 die Spinnerei Kunz in Windisch bauen. Ende der 1830er Jahre besass Heinrich Kunz mit neun Prozent aller Spindeln die grösste Spinnereiunternehmung der Schweiz. Nachdem er zwischen 1835 und 1845 Spinnereien in Adliswil-Sood (1842), Linthal (1838), Rorbas und Oberkempttal (1831) erworben hatte, besass er 150'000 Spindeln, beschäftigte 2000 Arbeiter und erzielte einen Umsatz von 3,5 Millionen Franken. Damit galt er als grösste Spinnereiunternehmer in Europa, was ihm den Spitznamen «Spinnerkönig Europas» eintrug. Er erwarb weitere Spinnereien in Aathal (1851) und in Vogelsang (1873–1899).
Vor allem die Qualität seiner Baumwollgarne übertraf diejenigen der europäischen Konkurrenz. Er verlangte von den Arbeitern, dass sie die bereits bewährten Arbeitsvorgänge musterhaft ausführten, während er sich mit Reisen nach Frankreich und England über die neuesten und besseren Entwicklungen informierte. Er hatte den Ruf, seine Interessen gegenüber den Arbeitern durchgesetzt zu haben und galt als sozialpolitisch wenig engagiert.
Neben der Leitung seines weitläufigen Unternehmens engagierte er sich für das Gemeinwesen als Zürcher Kantonsrat und als Oberstleutnant im Militär.
1859 starb Kunz im Schloss Greifensee, das er 1858 erworben hatte. Da er ledig war, führten seine Neffen Heinrich Zollinger und Johannes Wunderli-Zollinger das Unternehmen, dessen Wert auf 25 Millionen Franken geschätzt wurde, unter dem Namen Heinrich Kunz weiter und erwarben bis 1880 weitere Betriebe; seit 1873 wurde die Firma von Hans Wunderly-von Muralt geleitet. Sie waren mit 245'000 Spindeln und rund 2'700 Beschäftigten die damals grössten Arbeitgeber der Schweizer Industrie.
1893 wurde das Unternehmen in «Wunderli, Zollinger & Cie., vormals Heinrich Kunz» umbenannt und 1898 wurde die mittlerweile verschuldete Kommanditgesellschaft in die «AG der Spinnereien von Heinrich Kunz» umgewandelt. Der Textilkonzern W. Wolf & Söhne in Stuttgart erwarb 1912 das Aktienpaket und die vier verbliebenen Spinnereien.